# Kastl (Amberg-Sulzbach)
Kastl è un comune tedesco situato nel circondario di Amberg-Sulzbach, nel land della Baviera.